# Velîki Budîșcea, Dîkanka
Velîki Budîșcea (în ucraineană Великі Будища) este localitatea de reședință a comunei Velîki Budîșcea din raionul Dîkanka, regiunea Poltava, Ucraina.

## Demografie
Componența lingvistică a localității Velîki Budîșcea
     Ucraineană (93,86%)
     Rusă (5,78%)
Conform recensământului din 2001, majoritatea populației localității Velîki Budîșcea era vorbitoare de ucraineană (93,86%), existând în minoritate și vorbitori de rusă (5,78%).